# Ramón Medina Bello
Ramón Medina Bello, argentinski nogometaš, * 29. april 1966.
Za argentinsko reprezentanco je odigral 17 uradnih tekem in dosegel pet golov.